# Chiesa di Sant'Adoeno
La chiesa di Sant'Adoeno, detta anche Abbazia di Sant'Adoeno, è una chiesa romanica di Bisceglie edificata nell'XI secolo all'interno del nucleo urbano più antico e murato, in strada Sant'Adoeno.

## Storia

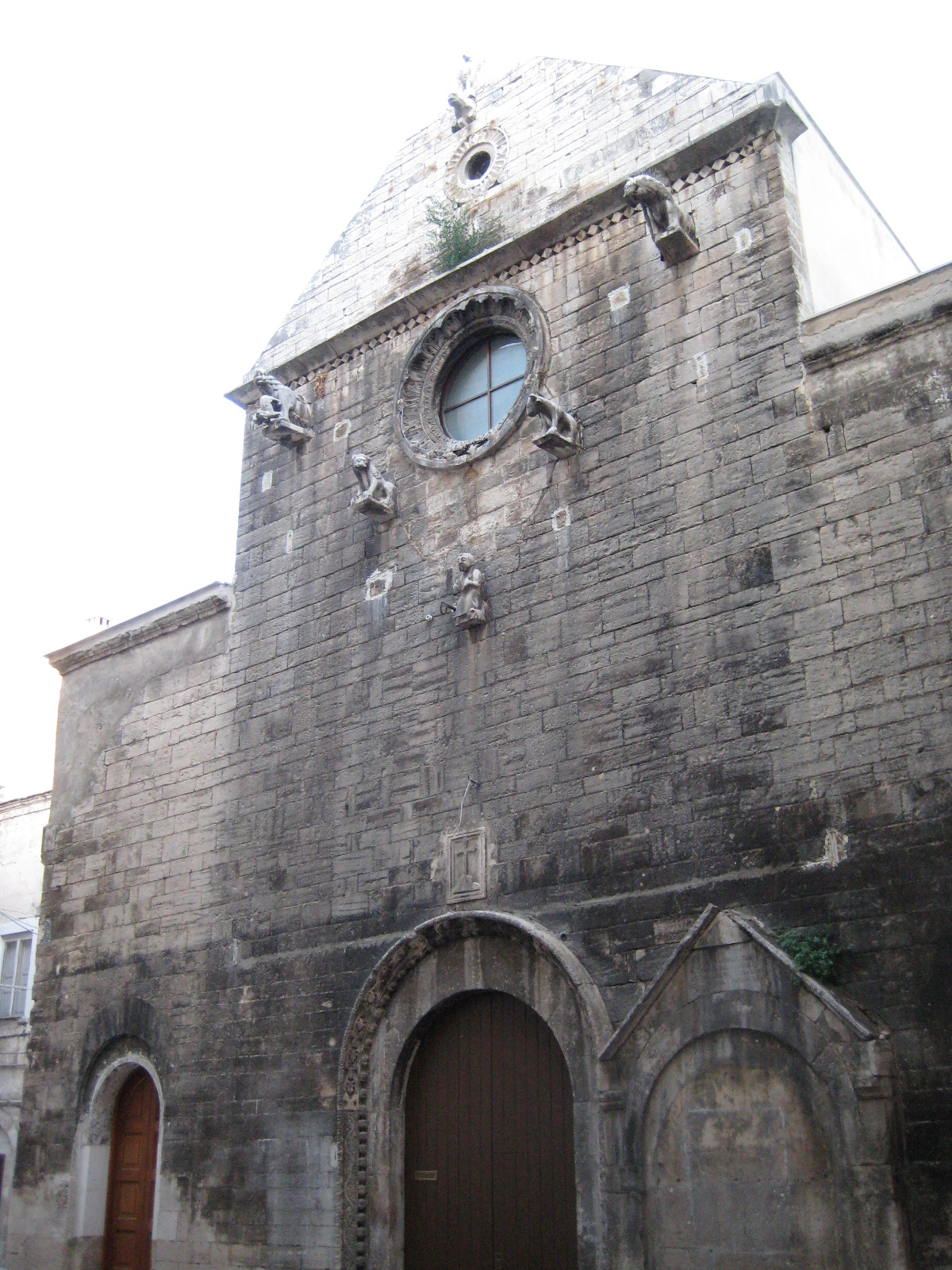
facciata della chiesa S. Adoeno

Nel gennaio 1074 il vescovo di Bisceglie Dumnello concesse la chiesa a numerosi cittadini, già abitanti dei casali di Cirignano, Primignano (Pacciano) e Zappino. L'edificio, consacrato nell'anno di concessione, fu dedicato alla Vergine Maria, a Sant'Adoeno (Sant'Audoeno) ed a San Giovanni Evangelista.

Secondo la tradizione, la chiesa venne eretta materialmente dai soldati normanni, che vollero dedicarla a Sant'Adoeno o Sant'Audoeno (Saint Ouen), vescovo di Rouen nel VII secolo e loro protettore. Del santo è custodita una piccola reliquia, proveniente dalla Normandia, all'interno della chiesa.

Le vicende storiche ed architettoniche di questo tempio sono rimaste nel tempo poco esplorate. Tuttavia, negli ultimi anni, anche grazie al riordino degli archivi capitolari, è stato possibile ricostruire con rigore storico - filologico la storia della chiesa. 
Nel 1306 sono attestati i primi provvedimenti relativi alla composizione del Capitolo da parte del vescovo Leone, che ratifica la decisione dei capitolari di fissare a quattordici il numero dei canonicati.
Tra il 1316 e il 1317 si verificò una controversia tra il capitolo di Sant'Adoeno, in persona di Simeone abate e rettore, e i diaconi della medesima chiesa, circa il conferimento di due canonicati vacanti. L'arbitrato della controversia spettò al vescovo Nicola.
 Nel 1367 il vescovo Simone de Rayano riconsacrò la chiesa, con la partecipazione di altri sei vescovi. In questo periodo, come premio per la fedeltà mostrata agli angioini, l'abate di Sant'Adoeno ricevette in dono tre preziosi antifonari miniati, attualmente custoditi presso l'archivio diocesano.
Nel 1387 Nicolò Petracino, eletto vescovo scismatico di Bisceglie dall'Antipapa Clemente VII, collocò la sua cattedra vescovile in Sant'Adoeno. 
Tra il 1408 e il 1413, fu nominato vescovo di Bisceglie l'abate di Sant'Adoeno, Nicolò Falconi.
Nel corso del XVII secolo l'edificio subì notevoli trasformazioni, venne ampliato e, successivamente, nel 1769, con decreto della Sacra Congregazione dei Riti, la chiesa fu dichiarata ad instar Ecclesiae Rothmagensis. 
Nell'agosto 1843 la Santa Sede accolse il ricorso inoltrato dal Capitolo collegiale per ottenere lo status di vera collegiata della chiesa di Sant'Adoeno. Ciò fu sancito dal Real rescritto del gennaio 1844. Tre anni dopo, nel 1847, furono emanati i nuovi statuti del capitolo di Sant'Adoeno, che tuttavia non furono muniti di regio exequatur.
Tra il 1861 e il 1867, a seguito all'emanazione delle leggi di esproprio delle proprietà ecclesiastiche da parte dello Stato italiano, tutti i beni dell'abbazia curata di Sant'Adoeno furono acquisiti dallo Stato, e a nulla valse l'opposizione da parte del Capitolo collegiale. Il Fondo per il Culto sosteneva che la natura laicale, patrimoniale e conventuale della chiesa, ricettizia per definizione, autorizzasse lo Stato ad acquisirne i beni.
In Italia i Normanni dedicarono altre chiese al loro santo: una venne eretta ad Aversa (Caserta) e l'altra fu costruita a Montaperto nel comune di Montemiletto (Avellino).
Il fonte battesimale della chiesa è stato assoggettato a lavori di restauro terminati nel 2010.

## Descrizione

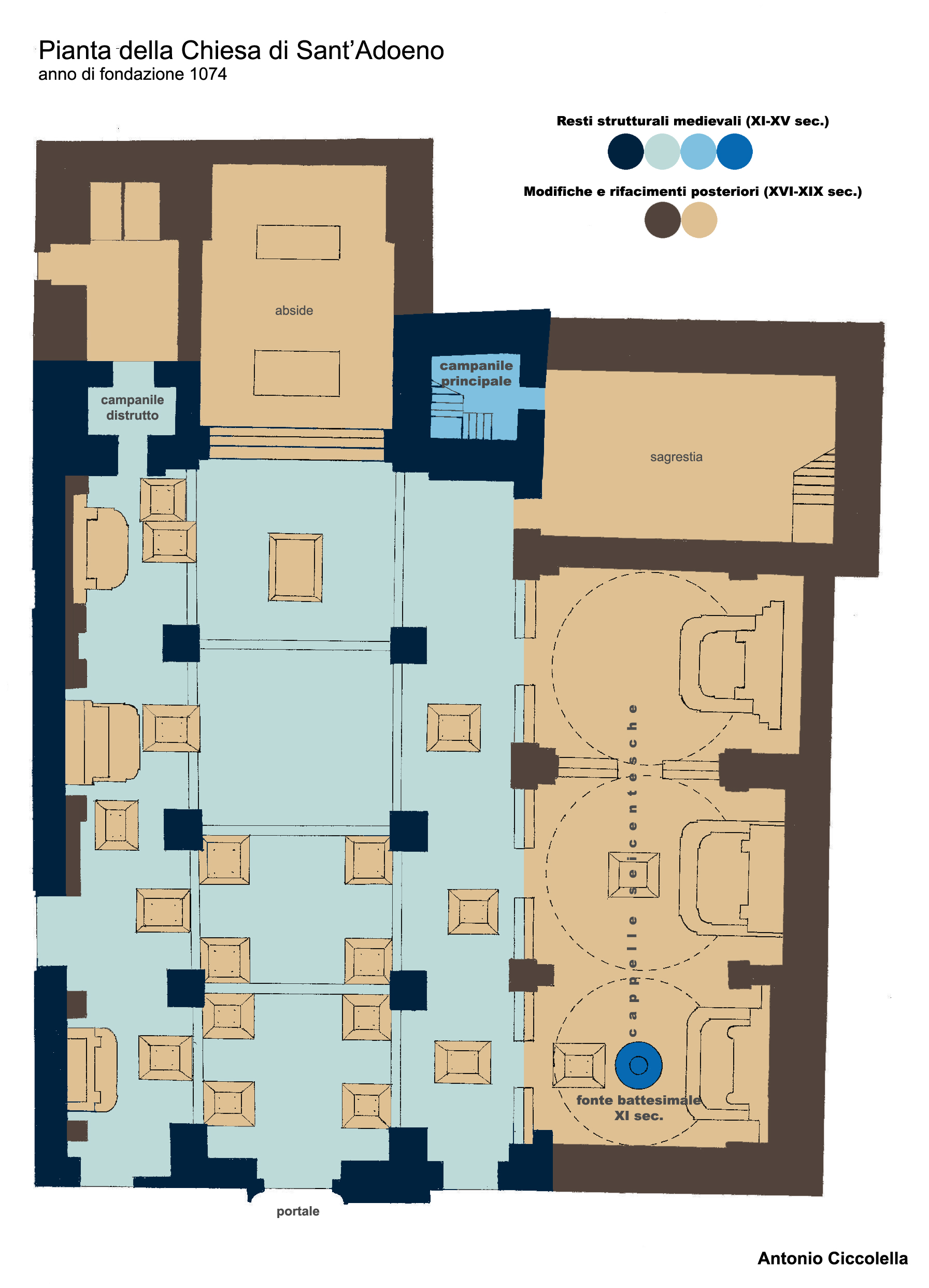
Pianta della chiesa di Sant'Adoeno

La chiesa rappresenta uno dei più arcaici e puri esempi di Romanico pugliese.
 L'edificio, interamente costruito in pietra calcare locale, si eleva su una pianta a tre navate priva di transetto. La navata centrale, organizzata su quattro campate, è segnata da robusti pilastri.
Nel corso dei secoli, i lavori di ampliamento e di decorazione, hanno alterato l'organizzazione spaziale della chiesa. Nel XVII secolo l'interno dell'edificio fu trasformato con l'aggiunta di ornati e paramenti decorativi e vennero addossate tre cappelle sul fianco della navata laterale destra.
Il pavimento interno, a basole in pietra locale, reca alcune lapidi sepolcrali che ricordano vescovi e famiglie illustri come Soldani, Tafuri, Tupputi e Veneziani.
Nell'Ottocento, l'antica copertura a capriate in legno, che correva su tutta la navata centrale, venne sostituita da una volta a botte lunettata.
La facciata , a cuspide mozzata, presenta un apparato murario in conci di pietra calcare scura molto curati e disposti a filari di diversa altezza. Essa, coronata da un'aquila sovrastante una fiera, reca nel timpano un piccolo occhio decorato con quattro losanghe intervallate da sette denti di sega, rappresentante il calendario lunare.
In mezzeria, sotto la cornice del timpano, vi è un rosone ornato da rilievi e motivi vegetali, circondato ai lati da due coppie di mensole che reggono leoni romanici e, in basso, da una mensola reggente una piccola statua raffigurante presumibilmente il Santo a cui è dedicata la chiesa (mensola centrale).
Nella parte inferiore della facciata si aprono il portale principale, centinato e racchiuso da una cornice ornata, e due ingressi laterali. Sul lato destro del portale centrale vi è un'edicola sepolcrale caratterizzata da un timpano e da un'epigrafe in latino che ricorda il defunto Bartolomeo.
Nella chiesa è disposto su un piedistallo a base quadrangolare con spigoli smussati, sulla destra del portale principale, un interessante fonte battesimale in pietra, risalente all'XI secolo, decorato con sei altorilievi raffiguranti il battesimo di Cristo ed i simboli degli Evangelisti.

## Altre immagini

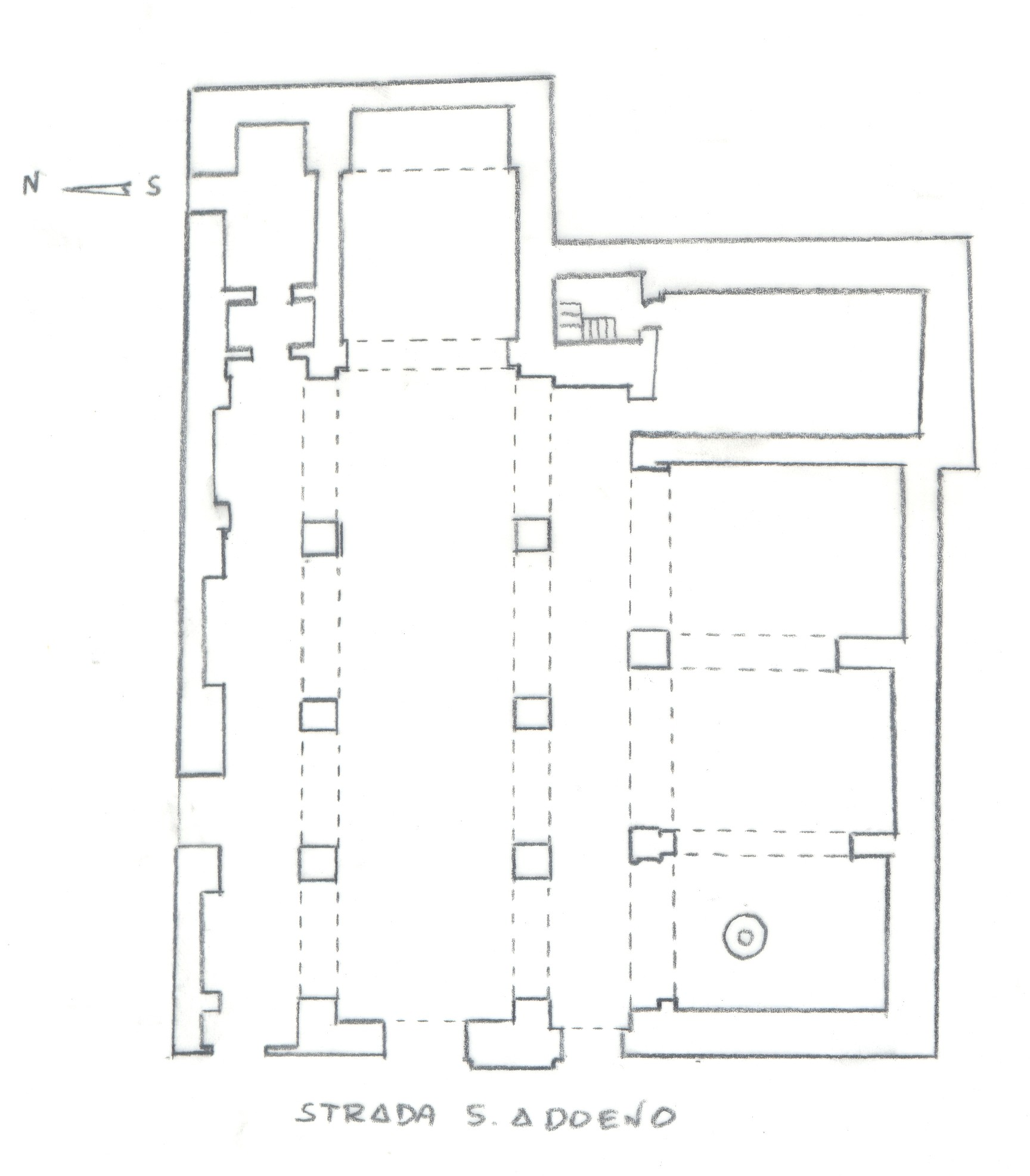
pianta della chiesa
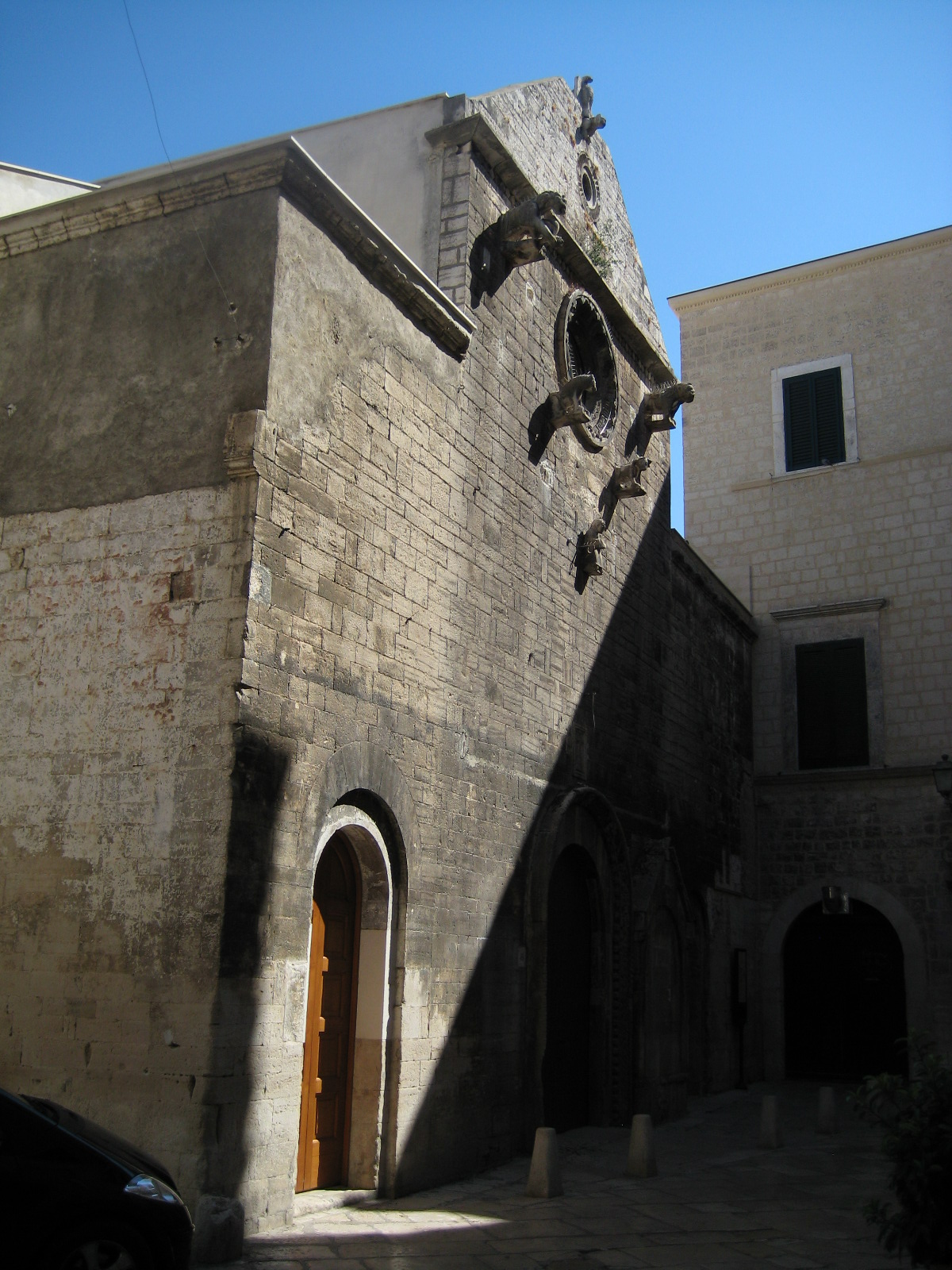
facciata della chiesa
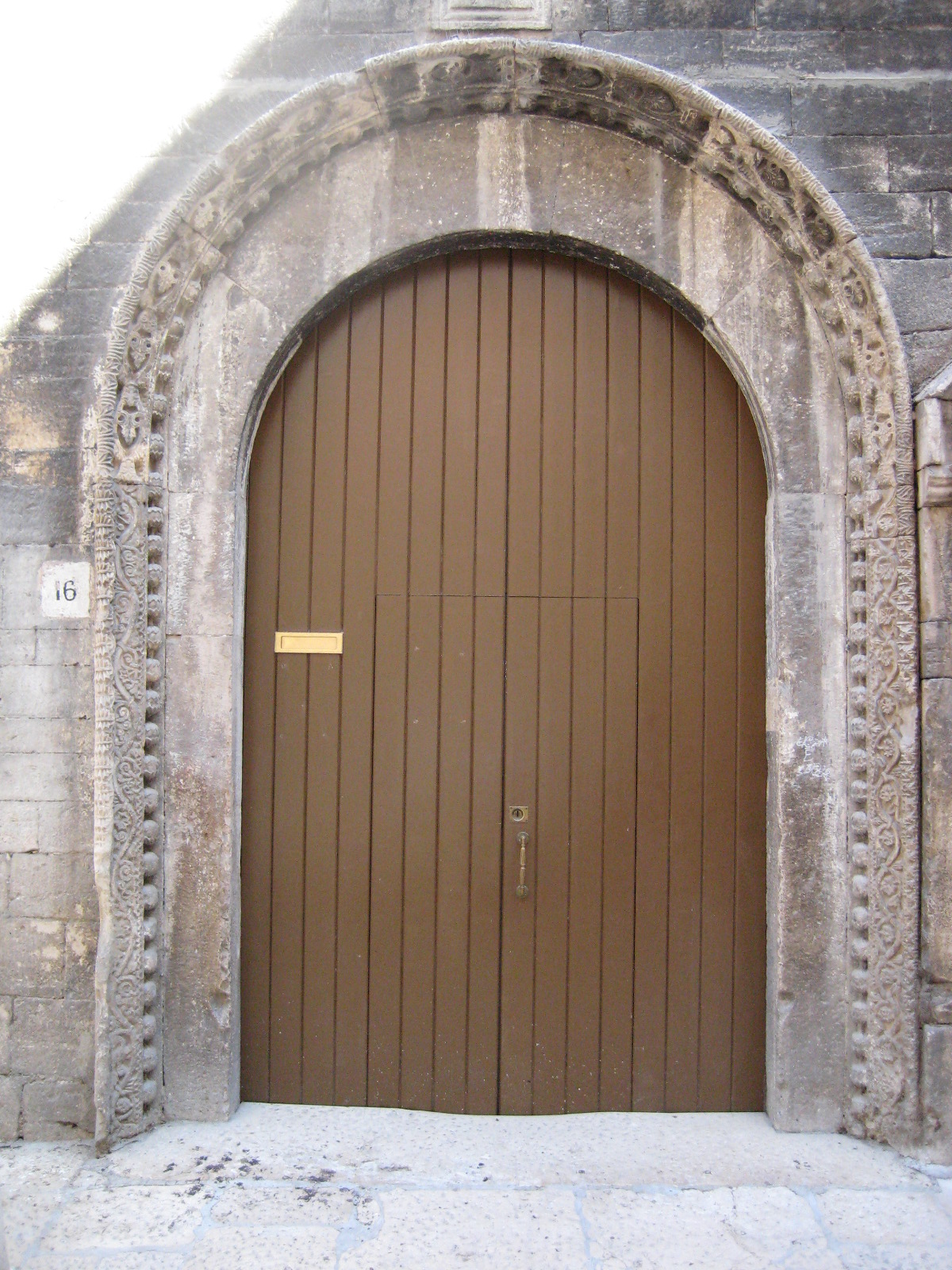
portale centrale della chiesa
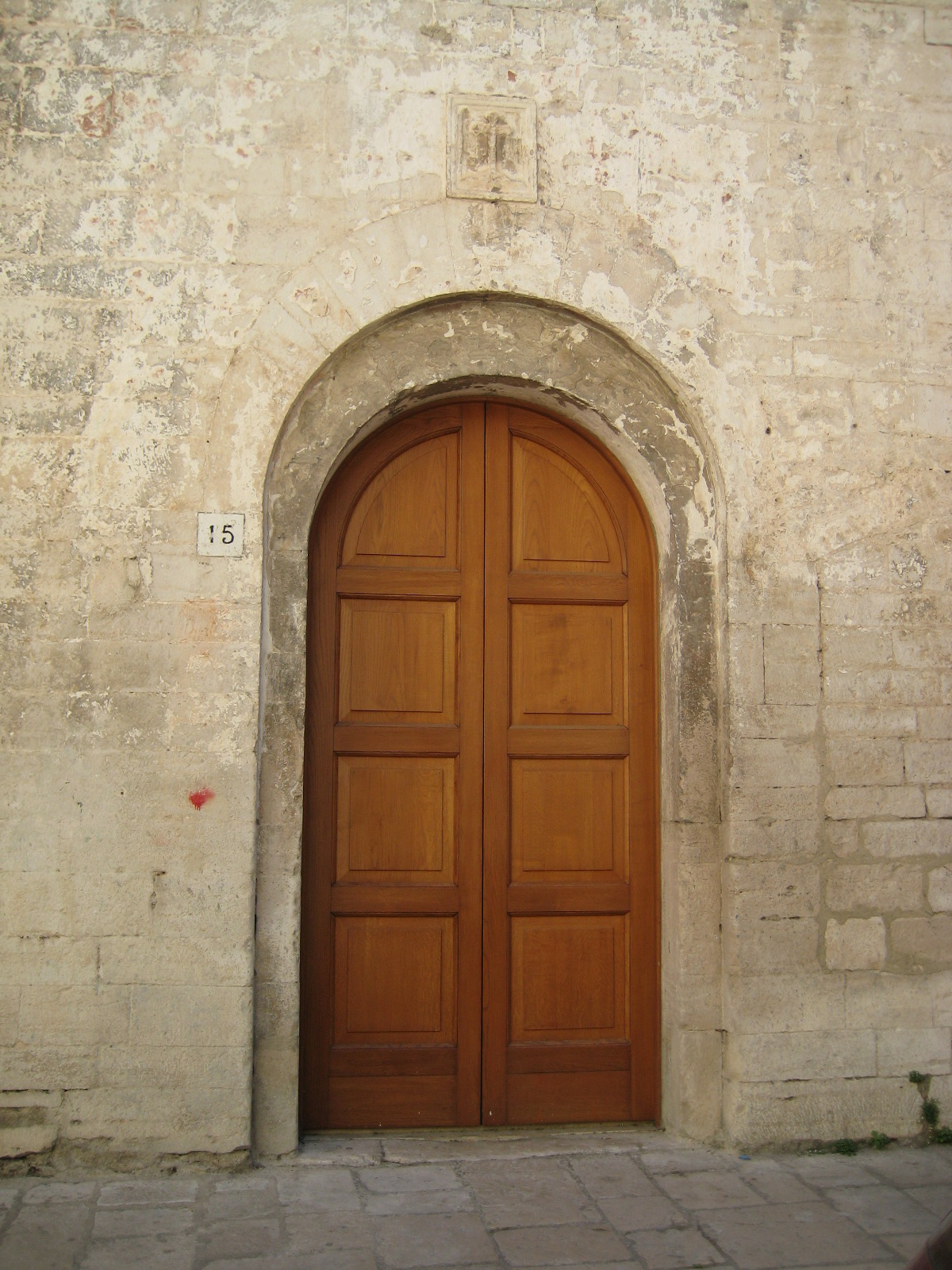
portale laterale della chiesa
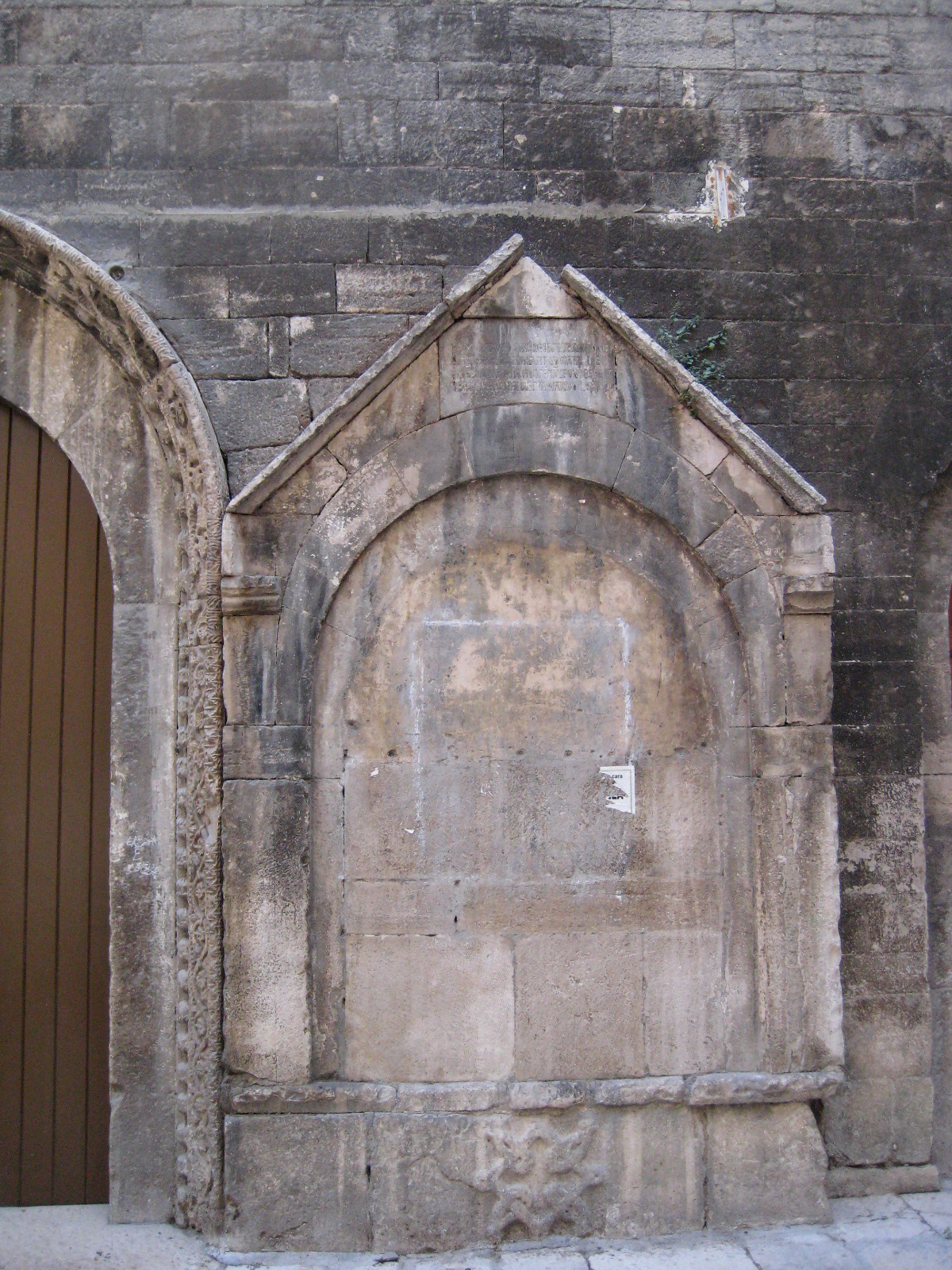
sepolcro esterno con epigrafe
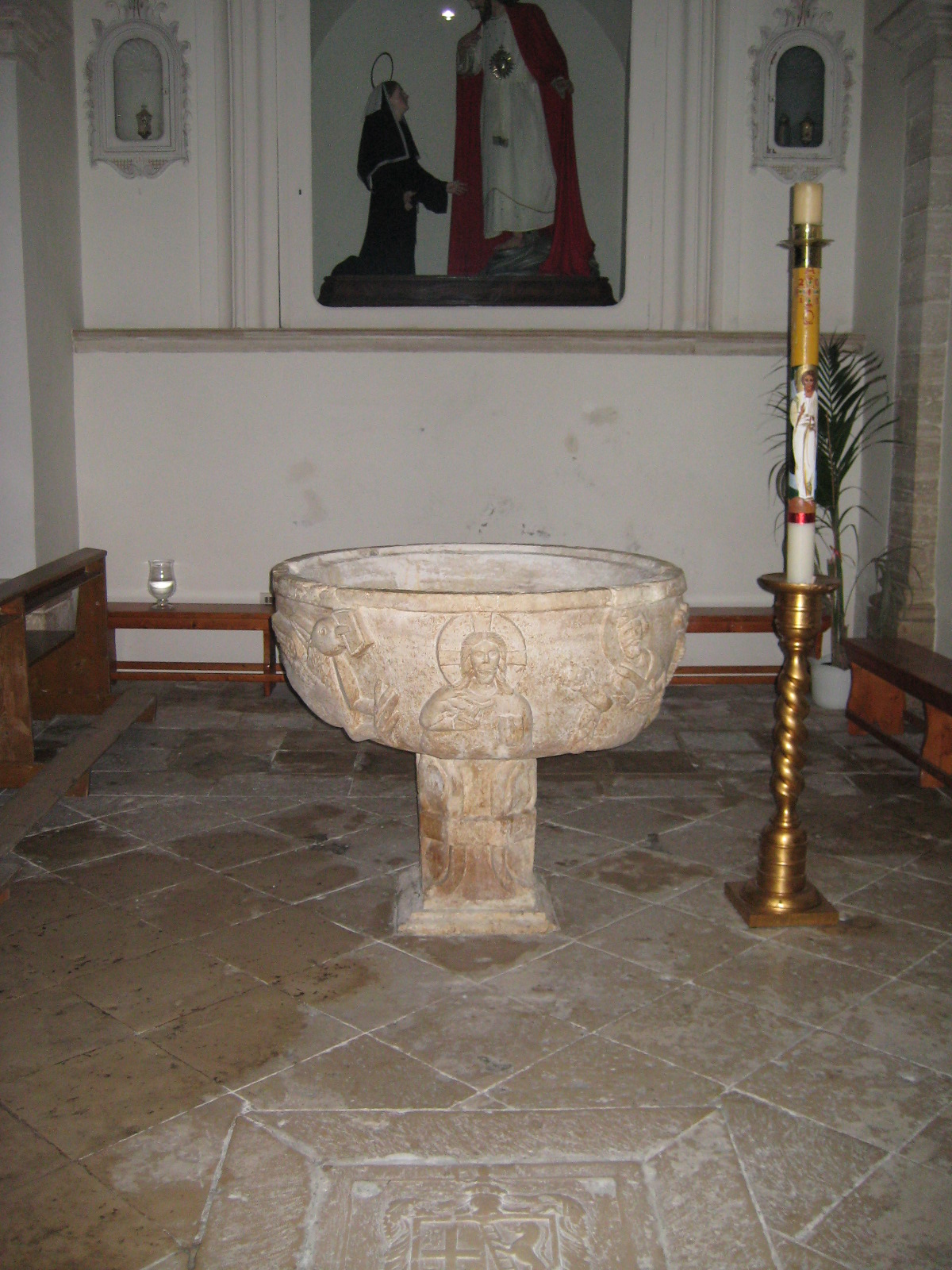
fonte battesimale dell'XI secolo
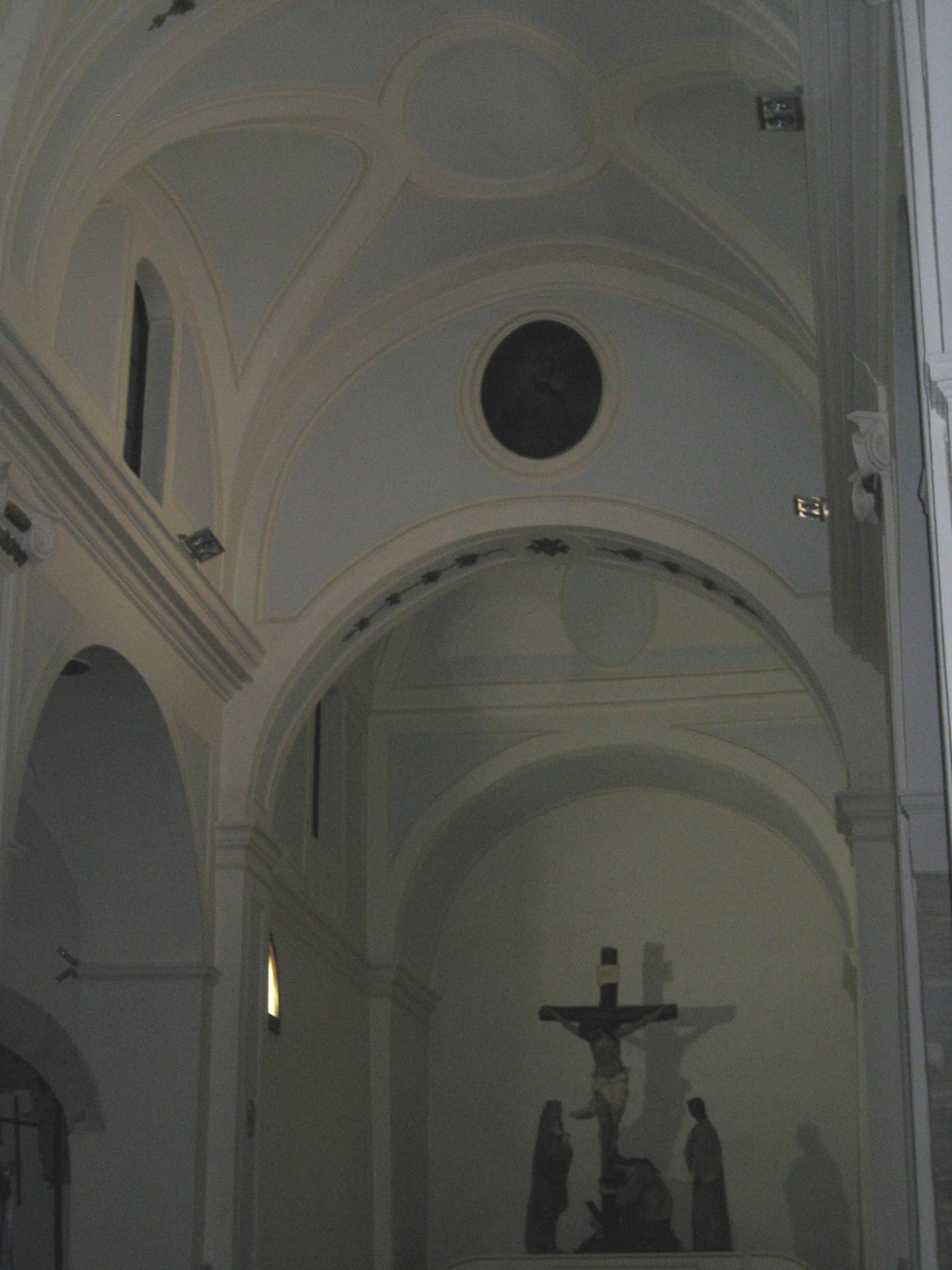
navata centrale
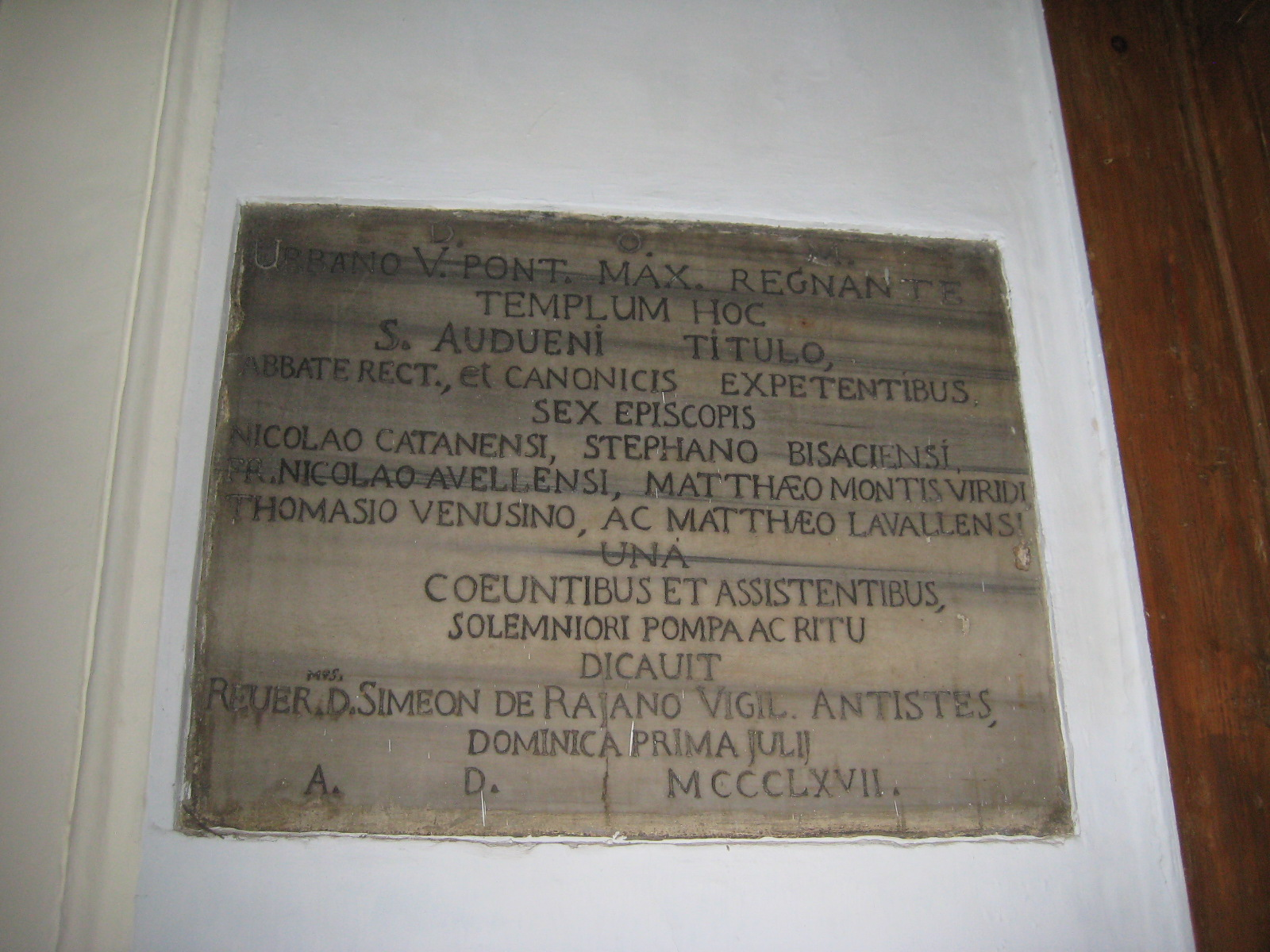
epigrafe del 1367